# ناحیه روآمپارا
ناحیه روآمپارا (به لاتین: Rwampara district) یک منطقهٔ مسکونی در اوگاندا است که در اوگاندا واقع شده‌است. ناحیه روآمپارا ۱٬۸۴۶٫۴ کیلومتر مربع مساحت و ۲۷۰٬۴۶۵ نفر جمعیت دارد و ۱٬۸۰۰ متر بالاتر از سطح دریا واقع شده‌است.